# Rhaphidophora (rechtvleugeligen)
Rhaphidophora is een geslacht van rechtvleugeligen uit de familie grottensprinkhanen (Rhaphidophoridae). De wetenschappelijke naam van dit geslacht is voor het eerst geldig gepubliceerd in 1838 door Serville.

## Soorten
Het geslacht Rhaphidophora omvat de volgende soorten:
- Rhaphidophora acutelaminata Chopard, 1916
- Rhaphidophora amboinensis Karny, 1930
- Rhaphidophora angulata Ingrisch, 2002
- Rhaphidophora angustifrons Chopard, 1940
- Rhaphidophora arsentiji Gorochov, 2002
- Rhaphidophora baeri Bolívar, 1890
- Rhaphidophora banarensis Gorochov, 1999
- Rhaphidophora beccarii Griffini, 1908
- Rhaphidophora beta Karny, 1930
- Rhaphidophora bicornuta Karny, 1937
- Rhaphidophora brevicauda Karny, 1924
- Rhaphidophora brevipes Karny, 1924
- Rhaphidophora caligulata Zacher, 1909
- Rhaphidophora cavernicola Chopard, 1916
- Rhaphidophora chopardi Karny, 1924
- Rhaphidophora crassicornis Brunner von Wattenwyl, 1888
- Rhaphidophora dammermani Karny, 1924
- Rhaphidophora dehaani Karny, 1920
- Rhaphidophora deusta Brunner von Wattenwyl, 1888
- Rhaphidophora exigua Gorochov, 2002
- Rhaphidophora foeda Brunner von Wattenwyl, 1888
- Rhaphidophora gracilis Brunner von Wattenwyl, 1888
- Rhaphidophora iliai Gorochov, 2002
- Rhaphidophora invalida Gorochov, 1999
- Rhaphidophora ivani Gorochov, 1999
- Rhaphidophora jambi Gorochov, 2002
- Rhaphidophora kinabaluensis Karny, 1926
- Rhaphidophora longa Gorochov, 2002
- Rhaphidophora longicauda Ander, 1932
- Rhaphidophora loricata Burmeister, 1838
- Rhaphidophora malayensis Gorochov, 1999
- Rhaphidophora mariae Gorochov, 1999
- Rhaphidophora marmorata Karny, 1924
- Rhaphidophora minuolamella Liu & Zhang, 2002
- Rhaphidophora mulmeinensis Chopard, 1916
- Rhaphidophora mutica Brunner von Wattenwyl, 1888
- Rhaphidophora negaraensis Gorochov, 1999
- Rhaphidophora neglecta Karny, 1930
- Rhaphidophora obesa Karny, 1924
- Rhaphidophora obtuselaminata Karny, 1924
- Rhaphidophora oophaga Chopard, 1959
- Rhaphidophora pahangensis Gorochov, 1999
- Rhaphidophora pangrango Gorochov, 2002
- Rhaphidophora ponapensis Vickery & Kevan, 1999
- Rhaphidophora pubescens Ander, 1932
- Rhaphidophora rasilis Gorochov, 2002
- Rhaphidophora rechingeri Holdhaus, 1909
- Rhaphidophora recta Gorochov, 2002
- Rhaphidophora rufobrunnea Chopard, 1921
- Rhaphidophora sarasini Karny, 1931
- Rhaphidophora sichuanensis Liu & Zhang, 2002
- Rhaphidophora sinica Bey-Bienko, 1962
- Rhaphidophora songbaensis Gorochov, 1999
- Rhaphidophora stridulans Ingrisch, 2006
- Rhaphidophora taiwana Shiraki, 1930
- Rhaphidophora tamanensis Gorochov, 1999
- Rhaphidophora testacea Ander, 1932
- Rhaphidophora thaiensis Gorochov, 1999
- Rhaphidophora vasiliji Gorochov, 1999
- Rhaphidophora vietensis Gorochov, 1999